# Sea of Tunes
Sea of Tunes war ein bandeigener Musikverlag der amerikanischen Rockgruppe The Beach Boys. 
Die Firma wurde im Juni 1962 von Murry Wilson und dessen Sohn Brian Wilson gegründet. Beide waren Teilhaber an dem Verlag. Die Sea of Tunes sollte sämtliche von den Beach Boys komponierten Lieder verwalten. Dies bezog sich einerseits auf die Kompositionen von Brian Wilson und auf die Zusammenarbeiten von Wilson und Mike Love, der für viele von Wilsons Lieder die Texte verfasste. Obwohl über die Sea of Tunes auch Love´s Rechte abgedeckt wurden, war er kein Teilhaber der Firma. 
Bandmanager Murry Wilson kümmerte sich um die Verwaltung. Als er 1964 von der Band von seinen Aufgaben als Manager entbunden wurde, arbeitete er weiter in der Sea of Tunes, bis die Band 1966 mit Brother Records ein Nachfolgeunternehmen gründete. 
Im Jahr 1969 verkaufte Murry Wilson mit einer gefälschten Unterschrift seines Sohnes die Firma an A&M Records um USD 750.000. Murry Wilson tat dies in der falschen Annahme, dass die Beach Boys finanzielle Probleme hatten und die Lieder in der Zukunft an Wert verlieren würden, da die Beach Boys 1969 in den USA nicht mehr sehr erfolgreich waren. Brian Wilson und Mike Love reagierten über diesen Verkauf entrüstet. Im Zuge des Verkaufes stellte sich schließlich heraus, dass Murry Wilson viele der gemeinsamen Kompositionen von Brian Wilson und Mike Love nur auf Wilson geschrieben hatte.

## Rechtsstreitigkeiten
1989, als Brian Wilson seine Vergangenheit juristisch aufzuarbeiten begann, klagte er gegen A&M, um die Rechte an den Liedern wieder zurückzuerhalten. Zudem strengte er eine Schadenersatzklage über entgangene Tantiemen in Höhe von 100 Millionen USD an. Wilson einigte sich schließlich außergerichtlich auf die Zahlung von 10 Millionen Dollar. Da sich Love und Wilson ihrerseits nicht auf eine Entschädigungszahlung einigen konnten, musste Love nun gegen Wilson vor Gericht ziehen. Ihm wurde die Hälfte von Wilsons´s Entschädigungszahlung zugesprochen.

## Weitere Informationen